# Viðareiði
Viðareiði (duń. Viderejde) – miejscowość na północnoatlantyckim archipelagu Wysp Owczych, będąca centrum administracyjnym gminy Viðareiði, znajdującej się w regionie Norðoyar. Osadę zamieszkuje 352 osoby wedle danych z roku 2008. Nazwa oznacza po przetłumaczeniu na język polski Drzewny Przesmyk.

## Geografia

### Położenie
Leży w północnej części wyspy Viðoy. Osada położona jest między trzema górami - Malinsfjall (750 m n.p.m.) na południu, Oyggjarskoratindur (687 m n.p.m.) oraz trzecim co do wysokości wzniesieniem na archipelagu, mierzącym 844 m n.p.m. Villingadalsfjall od północy. Od zachodu przylega do wód cieśniny Hvannasund, na wschód znajduje się zaś Ocean Atlantycki, a przed nim przylądek Hamarsgjógv. Najbliższą osadą jest Hvannasund oddalona o 9 kilometrów na południe od Viðareiði.

## Informacje ogólne

### Populacja
Viðareiði jest największą osadą wyspy Viðoy. Mieszka tam obecnie 252 Farerczyków, czyli rdzennych mieszkańców Wysp Owczych. Liczba ta od 1985 zmieniła się dość radykalnie. Jeszcze w połowie lat 80. XX wieku żyło tam 276 ludzi. Liczba ta rosła systematycznie co było związane z rozkwitem gospodarczym mieszkańców archipelagu. W 1992 żyło tam już 309 obywateli. Wzrost zatrzymał się jednak w związku z kryzysem jaki nastąpił na początku lat 90. XX wieku, przez który znaczna ilość ludności archipelagu emigrowała do Danii, osada Viðareiði nie odczuła jednak znacznego spadku populacji, a liczba mieszkających tam osób nie spadła poniżej 300. Później liczba obywateli znów zaczęła rosnąć z niewielkimi rocznymi spadkami w roku 2005 i 2007 by na początku 2008 osiągnąć stan obecny.

### Transport
Osada nie posiada swej własnej przystani, nie kursują tam promy. Dostać się do niej można jedyną prowadzącą tam drogą prowadzącą z Hvannasund, a wcześniej przez groblę łączącą Viðoy z Borðoy. Na linii Klaksvík-Viðareiði kursuje autobus nr. 500 przejeżdżający też przez Ánir, Depil, Norðdepil oraz Hvannasund, do którego można dostać się jeszcze inną drogą - promem łączącym go ze Svínoy i Fugloy.

## Historia
Pierwsi osadnicy przybyli w rejony tej miejscowości między rokiem 1350, a 1400. Była to prawdopodobnie pierwsza miejscowość założona na wyspie Viðoy, Hvannasund bowiem założono po roku 1584, nie stwierdzono by wcześniej ktoś próbował mieszkać tam na stałe.
W zimie 1847 roku mieszkańcy osady uratowali załogę brygu Marwood, który rozbił się w okolicy podczas zamieci śnieżnej. Za bohaterską postawę rząd brytyjski ofiarował im drogocenne srebra.

## Turystyka

### Ciekawe miejsca
- Obecny kościół powstał w 1892 roku, wiadomo jednak, że takowy istniał już XVII wieku, zniszczyła go jednak fala sztormu, która zabrała ze sobą też część cmentarza. Wiele z trumien udało się jednak wyłowić z wody przy Hvannasund i zakopano je z powrotem w tym samym miejscu co wcześniej. Obecnie w kościele znajdują się srebra przekazane mieszkańcom osady przez brytyjski rząd za uratowanie załogi brygu Marwood. Przy kościele znajduje się też dobrze zachowana plebania z XIX wieku.

- W pobliżu miejscowości znajduje Enniberg, najwyższy, nadmorski klif Europy. Ma 754 metry i znajduje się w tym samym pasmie górskim co Villingadalsfjall. Enniberg jest najdalej na północ wysuniętym punktem archipelagu. Znajduje się tam też jedna z największych kolonii ptaków morskich na Wyspach Owczych.

### Zakwaterowanie
- Hotel Norð jest dwugwiazdkowym hotelem, posiadającym 15 pokojów[3]. Dwanaście z nich jest dwuosobowych, dwa podwójne i jeden pojedynczy[3]. Każdy z nich jest wyposażony w łazienkę, telewizor i barek[3]. Jest tam też sala konferencyjna, bar i darmowy parking[3]. Hotel ma też restaurację Urðin, w której serwowane są dania tradycyjnej farerskiej kuchni. Jest w niej miejsce dla 250 gości[3].

W miejscowości znajduje się też kilka domków letniskowych do wynajęcia.